# Tyrannochthonius maculosus
Tyrannochthonius maculosus (лат.) — троглобионтный вид ложноскорпионов рода Tyrannochthonius из семейства Chthoniidae. Встречается в пещерах в Китае: провинция Гуйчжоу, Xingren City, Xinlongchang Town, Lianzhuang Village, пещера Daxiao Cave, под камнями, детритом и на стенах пещеры в 200—400 м от входа (температура: 15 °C, влажность: 85 %) [25°26′16.92″N, 105°6′58.31″E], 1473 м над уровнем моря. Видовое название происходит от латинского слова «maculosus», означающего «крапчатый», что относится к крапчатым тергитам.

## Описание
Длина тела около 2 мм. Цвет в целом бледно-жёлтый, хелицеры, педипальпы и тергиты немного темнее, мягкие части бледные. От близких видов отличаются следующими признаками: умеренно крупный трогломорфный вид с удлиненными придатками; карапакс без глаз или глазниц; передний край карапакса тонкий, мелкозубчатый, эпистом маленький и заостренный, треугольный; задний край карапакса с 2 волосками; тергиты I—III с 4 волосками каждый. Педипальпы тонкие, бедро в 6,47—6,80 раз (самцы) и в 6,67—6,80 раз (самки) длиннее ширины; клешня в 6,81—7,45 раз (♂) и в 6,55 раз (♀) длиннее ширины; оба пальца клешни с интеркалярными зубцами.  Имеют длинные коксальные шипы; аподема подвижного пальца нормальная, не сложная или сильно склеротизованная; суббазальный трихоботрий расположен посередине между субтерминальным и базальным или ближе к субтерминальному. Вид был впервые описан в 2023 году китайскими арахнологами Yanmeng Hou, Zegang Feng и Feng Zhang из Хэбэйского университета (Hebei University, Баодин, Хэбэй) по типовым материалам из Китая.